# Château de Saint-Martin-du-Chêne
Le château de Saint-Martin-du-Chêne, dont le site est aujourd'hui connu sous le nom de Tour Saint-Martin, est une ruine de château située dans la commune vaudoise de Molondin, en Suisse. Le château tire son nom du bourg fortifié de Saint-Martin-du-Chêne, aujourd'hui disparu.

## Histoire
La seigneurie de Saint-Martin-du-Chêne existe entre le début du XIIe siècle et 1550, et le château remonte probablement au XIIe siècle. Le château et le bourg atteignent leur apogée au XIIIe siècle. 
En 1303, un partage a lieu au sein de la seigneurie de Saint-Martin-du-Chêne, entre le chanoine Richard IV et ses neveux Jean et Richard V le Jeune. C'est le chanoine qui obtient en prérogative l'hommage de ses neveux et la tour du château de Saint-Martin.
En février 1536, lors de la conquête du Pays de Vaud, le château est épargné par les troupes bernoises.
Il ne subsiste aujourd'hui qu'une tour qui a été restaurée en 1961 ainsi que quelques ruines attenantes. Les ruines du château sont inscrites comme bien culturel suisse d'importance nationale.

## Architecture

### Tour Saint-Martin
La tour Saint-Martin est le reste du donjon du château de Saint-Martin-du-Chêne. Haute de 17 mètres, de forme carrée, elle est construite de pierres calcaires sur sa moitié inférieure, et en tuf sur sa partie supérieure, dans le but d'alléger la maçonnerie. 
La porte originelle du donjon se trouve dans la façade est, de six à sept mètres du sol. On y accédait par une échelle extérieure, donnant sur une petite galerie en bois. Les trous pour les poutres de soutien de cette galerie sont toujours visibles sur la façade.
Le sommet du donjon était pourvu de créneaux. En cas de besoin, il pouvait être muni de hourds. Les trous carrés permettant d'enchâsser les poutres sont encore visibles sous le sommet, sur les façades extérieures.

### Le bourg et le château de Saint-Martin-du-Chêne
Le bourg fortifié s'étendait sur la vaste esplanade aujourd'hui vide qui se trouve alentour de la Tour Saint-Martin. Déserté dès avant 1550, il comprenait une chapelle, qui resta utilisée jusqu'en 1667, avant d'être remplacée par l'église de Chêne-Pâquier.